# Cotinis sinitoc
Cotinis sinitoc är en skalbaggsart som beskrevs av Deloya, Ibanez-bernal och Nogueira 2000. Cotinis sinitoc ingår i släktet Cotinis och familjen Cetoniidae. Inga underarter finns listade i Catalogue of Life.
Artens namn Cotinis sinitoc är en palindrom.